# David O. Russell
David Owen Russell, född 20 augusti 1958 i New York i USA, är en amerikansk regissör, manusförfattare och producent.
Russell har blivit Oscarnominerad fem gånger, för tre filmer. Tre gånger för bästa regi för The Fighter, Du gör mig galen! och American Hustle, en gång för bästa originalmanus för American Hustle och en gång för bästa manus efter förlaga för Du gör mig galen!.
Hans filmer The Fighter, Du gör mig galen! och American Hustle Oscarnominerades även i kategorin bästa film.

## Karriär
Russells första långfilm var independentfilmen Spanking the Monkey (1994), en svart komedi om en ung man (Jeremy Davies) som inleder ett incestuöst förhållande med sin mor (Alberta Watson). Trots det kontroversiella ämnet togs den väl emot av kritikerna  och han mottog flera priser vid The Independent Spirit Awards och publikpriset vid Sundance Film Festival.
Han gjorde ytterligare en independentkomedi, Flirting with Disaster (1996), om en neurotisk man (Ben Stiller) som försöker finna sin biologiska föräldrar. Även den mottogs väl av de flesta kritiker. Därefter gjorde han thrillern Three Kings som utspelar sig under Gulfkriget. Han blev osams med George Clooney, en av huvudrollsinnehavarna. Filmen blev en succé både ekonomiskt och bland kritikerna. Den kom att bli den första bland flera samarbeten med Mark Wahlberg.
Trots framgången med filmen fick han svårt att finansiera sitt nästa projekt: den existentiella komedin I ♥ Huckabees. Under den filminspelningen hamnade han åter i konflikt med en av skådespelarna, Lily Tomlin. Filmen fick blandad kritik.
The Fighter är en biografisk sportfilm, med Mark Wahlberg som producent och huvudrollsinnehavare. Filmen blev en stor framgång såväl ekonomiskt som hos kritikerna och återfanns på många kritikers topp tio-lista över de bästa filmerna 2010. Filmen Oscarnominerades för bl.a. bästa film och Russell fick en nominering för bästa regi för den filmen.

## Filmografi
- 1987 – Bingo Inferno (regi, manus, producent) (Kortfilm)
- 1990 – Hairway to the Stars (regi) (Kortfilm)
- 1994 – Spanking the Monkey (regi, manus, producent)
- 1996 – Flirting with Disaster (regi, manus)
- 1999 – Three Kings (regi, manus)
- 2002 – The Slaughter Rule (producent)
- 2004 – I ♥ Huckabees (regi, manus, producent)
- 2004 – Soldiers Pay (regi, producent)
- 2004 – Anchorman (producent)
- 2009 – Outer Space Astronauts (producent)
- 2010 – The Fighter (regi) [9]
- 2012 – Du gör mig galen! (regi och manus)
- 2013 – American Hustle (regi och manus)
- 2015 – Accidental Love (regi) (inspelad 2008, men fördröjdes)
- 2015 – Joy (regi och manus)
- 2022 – Amsterdam